# 萬言策
萬言策（1529年—？），字廷陳，號自菴，直隸常州府無錫縣人，民籍，明朝政治人物。

## 生平
嘉靖三十一年（1552年）壬子科應天府鄉試第七十二名舉人。嘉靖四十四年（1565年）中式乙丑科會試第二百十八名，三甲第十八名進士。通政司观政，本年六月授济南府推官，隆慶二年（1568年）二月升南昌府通判，摄南昌县事，三年六月致仕，卒。

## 家族
曾祖萬伯正；祖父萬惟良，義官；父萬邦寧，恩例冠帶；母金氏。